# Almeria
|  | Per a altres significats, vegeu «Almeria (desambiguació)». |

Almeria (en castellà i oficialment, Almería, de l'àrab andalusí المرية al-Mariyya) és una ciutat capital d'una província homònima d'Andalusia. Està situada entre Granada i Murcia. Està envoltada per la serra de Gádor a l'oest, al nord per la Serra Alhamilla, a l'est per una plana que culmina en la serra del Cap de Gata, al Parc Natural de Cap de Gata-Níjar (un dels cantons de la península Ibèrica) i al sud s'obre a una ampla badia. La ciutat, situada al sud-est d'Espanya, a la vora del Mar Mediterrani, està vorejada pel riu Andarax.

## Història
Al turó de l'Alcazaba es creu que hi va haver els primers assentaments humans doncs s'hi han trobat restes que remunten al Paleolític i són més abundants en arribar al Neolític. També hi ha evidencia de contactes amb els fenicis. Es creu que ja sota els íbers hi va haver un petit poble de pescadors dependent de la ciutat d'Urke, més a l'interior, anomenada Urci pels romans (segons esmenten Plini el Vell, Pomponi Mela i Claudi Ptolemeu) que la van ocupar en la campanya d'Escipio contra els cartaginesos al final del segle III; el lloc hauria estat anomenat Portus Magnus i hauria estat important durant la república i l'imperi; s'hi han trobat restes per la fabricació del garum, eines de pesca i àmfores a la façana marítima de la ciutat i la platja de Torregarcía. Vàndals i visigots van poblar en certs moments l'Alcazaba que fou ocupada també pels romans d'Orient a la meitat del segle vi i fins vers a una data que podria ser vers 600-610 i com a màxim el 621; van deixar com a prova de la seva presència l'excavació d'un pou.
A partir de la conquesta musulmana de la zona el 713, Almeria es va poblar per iemenites a partir del 715, portant el nom de Mariyyat Badjana perquè era el port de Petxina (Badjdjana), l'antiga Urci romana. Els iemenites van habitar una extensa zona fins a Guadix (Wadi Ashi) segurament també amb algun establiment amazic entremig. De la kura de Badjdjana depenien al-Mariyya, Berja (Barjah), Dalías (Dalayah), Adra (Adhra), Vera (Bayrah), Vélez-Rubio (Balish), Belicena (Balisana), Purchena (Barshana), Senés (Shanish), Andarax (Andarash) i altres llocs. Mariyya (no Màriyya) es creu que vol dir "Vigia"
La ciutat com a tal va néixer el 955 per orde d'Abd al-Rahman III al-Nasir, i servia de port de comunicació amb els ports d'Algèria i Alexandria, sent centre de les drassanes de l'estat i arsenal de la flota, que aviat va absorbir a la població de l'antiga Petxina, uns quilòmetres a l'interior. L'emir local Khayran as-Siqlabí va fer engrandir una fortalesa anomenada després Kalat Khayran, i també va fer construir la muralla entre el mont Laban, al nord, i la mar; llavors (primera meitat del segle xi) tenia 27.000 habitants. Després de la mort de Khayran as-Siqlabí (1016-1028) el va succeir un oficial eslau de nom Abu-l-Qàssim Zuhayr, governador de Múrcia, vencent l'oposició d'un altre oficial eslau de nom Musallam a Oriola. El nou emir va cedir Xativa al rei Abd al-Aziz ibn Abi Amir (ibn Sanxuelo ibn Almansor) de València i va governar a la resta que incloïa a més d'Almería, Oriola i Múrcia, les comarques d'Alzira, Lorca, Alacant, Albacete, Chinchilla i Jaén. Va arribar a exercir influència a Còrdova el 1034. Però a Múrcia es van rebel·lar els Banu Tahir, i a Lorca el Banu Labbun eren quasi independents. Va reconèixer com a sobirans als hammúdides i es va negar a sotmetre's al fals califa Hixem II proclamat pels abbàdides sevillans. Va morir el 1037/1038 en lluita contra els granadins del rei Badis ibn Habús, que donava suport al partit amazic, a la batalla d'al-Bunt.
Breument Granada va dominar Almeria però els almeriencs es van sotmetre (setembre del 1038) al rei de València Abd al-Aziz ibn Abi Amir. Aquest va nomenar governador d'Almeria al seu fill Abd Allah ibn Abd al-Aziz però aquest va morir al cap de poc i llavors va nomenar a 'Almèria a Abu-l-Àhwas Man ibn Sumàdih, d'il·lustre llinatge doncs pertanyia a la família dels tugibites establerta a la zona de l'Ebre al segle viii, que estava casat amb una germana del rei. Vers febrer o març del 1042 es va revoltar i es va declarar independent seguint el seu exemple del governador Abu-Bakr Àhmad ibn Tàhir de Múrcia. Almeria va continuar amb la prosperitat que ja havia gaudit amb Khayran i Zuhayr, i que es va allargar tot el segle i al següent.

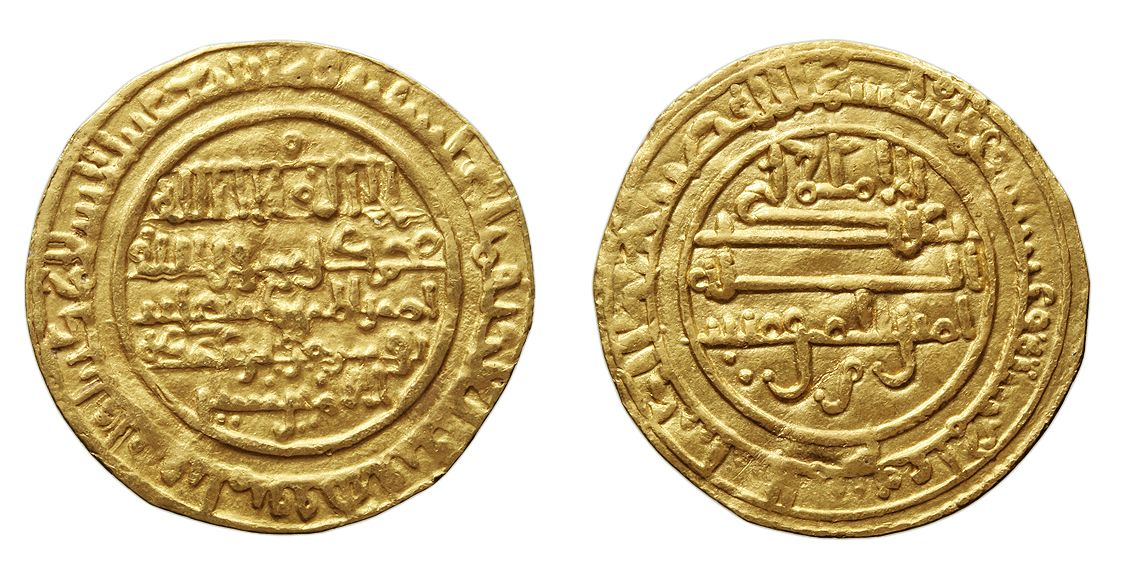
Dinar almoravid d'Alí ibn Yússuf. Almeria,.

Abu-l-Àhwas va morir el 1051/1052 i el va succeir el seu fill Muhàmmad ibn Man ibn Sumadih al-Mútassim. Va tenir conflictes menors amb els emirats veïns de Granada, Dénia i València, i va perdre alguns territoris; el 1088 van desembarcar els almoràvits a l'Àndalus i al-Mútassim va morir a Almeria el dijous 15 de maig de 1091. El seu fill Abu Muhàmmad Abd Al·lah (o Ubayd Al·lah) ibn Muhammad ibn Man ibn Muhàmmad ibn Sumàdih Izz al-Dawla o Izzat al-Dawla el va succeir però va deixar Almeria als almoràvits i se'n va anar a Bugia. Almeria va continuar amb la seva prosperitat marcada per la fabricació de teixits i brocats (dibadj) d'alta qualitat; entre les teles i brocats més importants estaven els teixits d'or (washy), el siglató, el baldequí i tota mena de sedes de qualitat superior i altres teixits de preu alt. Prop de 1000 persones es dedicaven a la fabricació d'aquestos teixits i un nombre semblant a altres de menys qualitat; hi havia també des drassanes, les fàbriques de munició i eines de coure i ferro, i tota la vall de le l'Andarax i l'Almanzora era fèrtil amb oliveres, fruiters, plataners i canya de sucre, i a la vora hi havia marbre (a Macael a la serra de Filabres) i mines d'or i plata i es diu que fins i tot de pedres precioses.
El 1147 fou objecte de la Croada d'al-Mariyya que va portar a la primera ocupació de la ciutat per Alfons VII de Castella. La vila fou recuperada pels almohades el 1157 però l'antiga prosperitat ja no va parar d'anar a la baixa; alguns barris es van arruïnar i molts notables van emigrar a l'Àfrica del nord. La revolta contra els almohades a la ciutat, vers 1228 o 1229, dirigida per Muhammad ibn Yahya al-Ramimi (o Rumaymi) que va reconèixer Ibn Hud, que va morir assassinat a Almeria, seguint lluites civils, li va donar el cop de gràcia. El maig/juny de 1238 fou incorporada pels nassírides de Granada. L'agost de 1309 fou assetjada pels catalans de Jaume el Just. Refugi d'al-Zaghal, oncle i adversari de Boabdil, la ciutat fou entregada als reis Catòlics el 22 de desembre de 1489.
Va patir terratrèmols greus el 1497 i el 1522, i el 1567 fou atacada pels moriscos revoltats.
A la guerra del Francès fou ocupada pel general Nicolas Godinot el 15 de març de 1810. Els guerrillers Mena, Villalobos i Aróstegui van organitzar la resistència a la regió. El 1812 els francesos, derrotats a la batalla dels Arapiles, es van retirar. El 1824 un grup de soldats liberals que venia de Gibraltar vestits amb casaques vermelles, va proclamar la constitució però foren derrotats i 22 afusellats en l'anomenada "matança dels Coloraos" (encara tenen un monument a la plaça de la Constitució). El 1833 es va crear la província d'Almeria i la ciutat fou declarada la capital. La ciutat fou bombardejada durant el conflicte amb el Cantó de Cartagena de 1873.
En la guerra civil de 1936-1939 va restar lleial al govern i fou bombardejada pels alemanys (vaixell "Admiral Scheer") el 29 de maig de 1937, en represàlia per l'incident del Deutschland; en trenta minuts seguits i 10 períodes de 2 minuts cadascun, van morir 31 persones i es van damnar diversos edificis entre els quals la catedral. Fou la darrera capital andalusa en ser ocupada pels rebels. Amb el restabliment de la democràcia els PSOE i el PP s'han repartit el poder.

## Almeriencs il·lustres
Categoria principal: Persones d'Almeria
- David Bisbal: cantant.

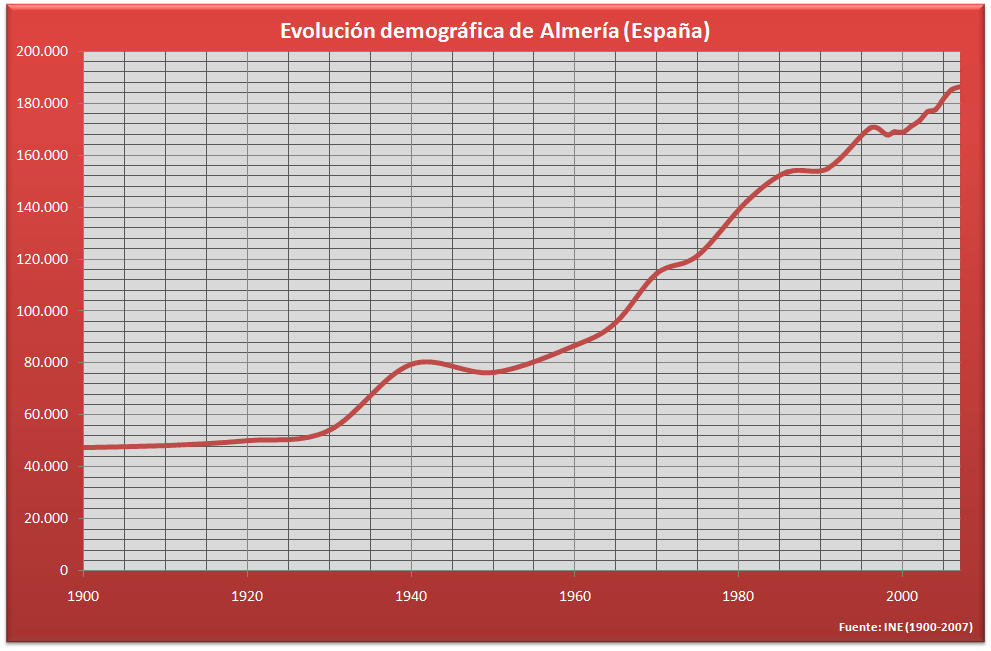
Evolució demogràfica d'Almeria (1900-2005)

- Antonio de Torres Jurado: (1817-1892): constructor de guitarres (lutier).
- Javier Verdejo: Militant de la Jove Guàrdia Roja